# جبال لوساتيا
جبال لوساتيا (بالألمانية: Lausitzer Gebirge) (بالتشيكية: Lužické hory)‏ هي مجموعة جبال تقع ضمن سلسلة جبال السوديت الغربية على الحدود الجنوبية الشرقية لألمانيا مع جمهورية التشيك.
تقع هذه الجبال في منطقة لوساتيا، وتعد استمراراً لسلسلة جبال الخام غربي وادي الإلبه. يدعى الجانب الألماني من هذه الجبال باسم جبال تسيتاو Zittau Mountains

## اقرأ أيضاً
- لوساتيا
- جبال الخام
- جبال السوديت